# (782) Montefiore
(782) Montefiore (1914 UK) is een planetoïde in de planetoïdengordel, die op 18 maart 1914 in de Urania-sterrenwacht te Wenen werd ontdekt door de Oostenrijkse astronoom Johann Palisa. Hij vernoemde het object naar Clarice Sebag-Montefiore, de vrouw van Alfons von Rothschild uit Wenen. Op dezelfde dag ontdekte hij (783) Nora. Sinds 1874 had hij al bijna honderd planetoïden op zijn naam geschreven.